# Queerbaiting
Queerbaiting (do inglês queer + bait, "isca") é uma técnica de marketing para ficção e entretenimento na qual os criadores sugerem, mas na verdade não retratam, romance entre pessoas do mesmo gênero ou outra representação LGBT. Isto é feito para atrair um público queer ou aliado com sugestão de relacionamentos ou personagens que os atraem, enquanto, ao mesmo tempo, tentam evitar alienar outros consumidores.
O queerbaiting foi observado na ficção popular, como filmes e séries de televisão, bem como em celebridades que transmitem uma identidade sexual ambígua por meio de suas obras e depoimentos. Surgiu e foi popularizado por meio de discussões nos fandoms da Internet desde o início dos anos 2010.
Além disso, queerbaiting é uma forma de provocar audiências queer esperançosas apenas para rejeitar quaisquer implicações queer entre personagens. Embora sugira a existência de conotações queer, públicos queer são explorados por meio de representações errôneas e conseqüentemente, prejudicados ainda mais.

## Exemplos

### Ficção
Na ficção, os seguintes personagens, ou relações entre personagens do mesmo gênero, foram interpretados como exemplos de queerbaiting por pelo menos algumas fontes de mídia confiáveis. Esta interpretação não é necessariamente compartilhada por todos os críticos ou fãs.

#### Televisão
- 9-1-1: Evan "Buck" Buckley e Edmundo "Eddie" Diaz.[7]
- Glee: Rachel Berry e Quinn Fabray.
- Merlin: Arthur Pendragon e Merlin.[8]
- Once Upon a Time: Regina Mills e Emma Swan.[9]
- Riverdale: Betty Cooper e Veronica Lodge, e Archie Andrews e Joaquin DeSantos.[10]
- Rizzoli & Isles: Jane Rizzoli e Maura Isles.[11]
- Sherlock: Sherlock Holmes e John Watson. O elenco e a equipe de Sherlock têm negado sistematicamente que o relacionamento deve ser visto como romântico, para o desespero de muitos fãs.
- Supergirl: Kara Danvers e Lena Luthor.
- Lobo adolescente: Derek Hale e Stiles Stilinski.[12][13][14]
- Voltron: Legendary Defender: Shiro e Adam.[15]

Algumas séries retrataram um relacionamento do mesmo gênero depois de serem criticadas por queerbaiting:
- Killing Eve: A série foi criticada por queerbaiting com a relação dos personagens principais Eve e Villanelle nas temporadas 1 e 2.[16][17][18] Depois de se beijarem na 3ª temporada,[19] críticos reavaliaram a abordagem da série em seu relacionamento.[20][21]
- Supernatural: A relação entre Castiel e Dean Winchester foi vista como uma espécie de queerbaiting pelos fãs.[22]  Na décima quinta temporada (2020), Castiel confessou seu amor a Winchester e morreu imediatamente.[23]

#### Filme
- Pantera Negra: Okoye e Ayo.[24]
- A Bela e a Fera (2017): LeFou e Gaston.[25]
- Fantastic Beasts: The Crimes Of Grindelwald: Alvo Dumbledore e Gellert Grindelwald.[26]
- Pitch Perfect: Beca e Chloe.[27][28]
- Star Wars: The Rise of Skywalker: Finn e Poe.[29][30]
- Thor: Ragnarok: Valquíria.[31]
- Luca: Luca e Alberto.[32]

### Outras mídias
No Youtube, muitas críticas sobre queerbaiting vieram à tona nos últimos anos. Queerbaiting no Youtube tem sido uma técnica de marketing popular para atrair públicos queer a fim de obter sucesso. Comportamentos queer se tornaram um atributo fundamental do queerbaiting, no qual os influenciadores do Youtube exibem atos interpretados como homossociais para aludir às identidades queer subjacentes. Especialmente em colaboração uns com os outros, os influenciadores divulgam queerbait para receber as opiniões dos consumidores queer enquanto atraem o pink money.
Na música, a canção “I Kissed a Girl“ de Katy Perry, de 2008, causou preocupação porque, de acordo com um crítico, "sua apropriação do estilo de vida gay existe com o único propósito de chamar a atenção". Perry disse em 2017 que ela fez "mais do que [beijar uma garota]" e é atraída por mulheres, sem especificar ou rotular sua sexualidade. As cantoras Ariana Grande (em 2019) e Rita Ora (em 2018) também foram criticadas pelos fãs por queerbaiting após suas letras conterem referências ao amor bissexual. Em resposta a essas preocupações, Ora se revelou bissexual para seus fãs.
Na publicidade, a grife Calvin Klein se desculpou em 2019 por queerbaiting o público com uma propaganda em que a modelo Bella Hadid beijava a personagem Lil Miquela.
No teatro, a relação entre Albus Severus Potter e Scorpius Malfoy em Harry Potter and the Cursed Child foi criticada como queerbaiting.